# La Verbena
La Verbena é uma junta de governo da província de Entre Ríos, na Argentina.